# 장 포터

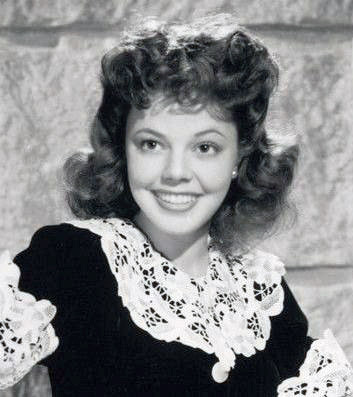

장 포터(Jean Porter, 1922년 12월 8일 ~ 2018년 1월 13일)는 미국의 배우, 텔레비전 배우, 영화배우이다.
시스코에서 태어났다.

## 영화
- 댓 하겐 걸 (1947년)
- 이지 투 웨드 (1946년)
- 스릴 오브 어 로맨스 (1945년)
- 왓 넥스트 코포럴 하그로브 (1945년)
- 애보트와 코스텔로 (1945년) - 루디 역
- 수영하는 미녀 (1944년)
- 톰 소여의 모험 (1938년)